# Cláudia Rodrigues
Claudia de Souza Rodrigues (Rio de Janeiro, 7 de junho de 1970) é uma atriz e humorista brasileira. Filha de pai português, a artista conhecida por sua trajetória no humor, foi laureada ao longo de sua carreira profissional de três décadas com várias premiações, incluindo um Prêmio APCA, três Prêmios Qualidade Brasil, um Prêmio Extra de Televisão e dois Melhores do Ano, além de ter recebido indicação para um Prêmio Contigo! de TV.
Claudia Rodrigues iniciou sua carreira nos palcos do teatro carioca em pequenas peças infantis. Sua estreia profissional foi em O Menino Repolho (1990). No entanto, ganhou maior destaque ao vencer o concurso de comediantes do Prêmio Multishow de Humor (1996), que lhe rendeu convites para outros programas de televisão. Sua estreia na televisão, de fato, ocorrera em 1996 no seriado Caça Talentos, da TV Globo, como a secretária cômica Karina. No teatro, foi elogiada pelas performances em A Menina e o Vento (1995), Sobe o Pano (1999) e Os Monólogos da Vagina (2000).
Claudia passou a integrar o elenco de diversas produções humorísticas da emissora mais tarde. Destacou-se no programa Zorra Total, sobretudo por suas personagens Ofélia e Thalía, entre 1999 e 2003. Ainda esteve em destaque como a empregada Sirlene no sitcom Sai de Baixo (2000–02), a desbocada Thalía no seriado Escolinha do Professor Raimundo (2001) e a cômica Candoca no seriado infantil Sitio do Picapau Amarelo (2002–03).
No cinema, esteve em evidência nas produções Xuxa Popstar (2000) e  Xuxa e os Duendes 2: No Caminho das Fadas (2002). Em 2004, recebeu o maior destaque de sua carreira como Marinete na série A Diarista (2004–07), papel que a consagrou na televisão e a tornou internacionalmente conhecida. Nos anos recentes, mantém-se afastada dos trabalhos devido aos efeitos de sua esclerose múltipla, uma doença neurodegenerativa que dificulta sua coordenação motora.

## Carreira

### 1990–02: Início da carreira e estreia na televisão
Claudia Rodrigues iniciou sua carreira nos palcos participando do espetáculo O Menino Repolho, em 1990. Cinco anos mais tarde, em 1995, interpretou Tia Adalgisa em uma montagem de A Menina e o Vento. No entanto, ganhou notoriedade participando da primeira edição do Prêmio Multishow do Bom Humor Brasileiro, festival de comediantes criado e exibido pelo canal Multishow, no qual saiu-se vencedora da competição. A repercussão no concurso lhe valeu um convite para ingressar no elenco da  série de televisão infantil Caça Talentos, da TV Globo, a qual era estrelada por Angélica, em 1996. Na trama, interpreta a engraçada secretária Karina. Esse trabalho marcou sua estreia na emissora onde viria a se tornar nacionalmente conhecida mais tarde. Permaneceu na série até o seu fim, em 20 de novembro de 1998.
Após o fim de Caça Talentos, em 1998, foi convidada para uma participação especial no episódio "Olhos Maternos" do seriado Mulher, o qual era protagonizado por Eva Wilma e Patrícia Pillar, onde interpretou Camila. No mesmo ano, estreou no cinema no curta-metragem Bagatá, como Lídia. No ano seguinte, em 1999, participou do episódio "Fidelidade", da série Você Decide. Em março do mesmo ano, ganhou maior destaque no programa Zorra Total, participando da primeira, segunda, terceira, quarta, quinta e sexta temporadas do programa. No humorístico, destacou-se na pele das personagens Ofélia, uma mulher que constrangia seu marido com suas perguntas e respostas ignorantes, e Thalía, aluna feia, com uma horrível prótese dentária, que afirmava ter conquistado vários galãs famosos. As personagens caíram no gosto popular, respectivamente, por seus bordões "você sabe que eu só abro a boca quando tenho certeza!"  e "eu vou beijar... muuuuuuito!". Além das duas supracitadas, também teve repercussão a personagem Mary, uma empregada que acreditava que tudo o que acontecia nas novelas era real, o que irritava seu patrão que tirava o controle da sua mão, o que fazia Mary falar o bordão "tem gente que não acredita na realidade". Cláudia permaneceu no elenco da atração até 2003.
Ainda em 1999, voltou aos palcos atuando em Sobe o Pano. O sucesso na primeira temporada de Zorra Total a fez ser convidada para participar do elenco principal da quinta temporada do sitcom Sai de Baixo, em 2000, como a empregada Sirene, personagem criada por Claudia para o teatro e que, à época, também fazia parte da Escolinha do Professor Raimundo e mais tarde do Zorra Total. Sua personagem era uma mulher mal-humorada, desbocada e tinha desprezo por ricos esnobes. Permaneceu no seriado até sua sétima temporada, que chegou ao fim em 31 de março de 2002. 
Em dezembro de 2000, apareceu no filme infantil Xuxa Popstar, no papel de Mari. Concomitantemente às gravações de Sai de Baixo e Zorra Total,  participou da 11.ª temporada da Escolinha do Professor Raimundo, em 2001, reprisando novamente Thalía e Sirene. O sucesso nestes programas lhe rendeu diversos prêmios como comediante, incluindo dois Melhores do Ano, dois Prêmios Qualidade Brasil e um Prêmio Austregésilo de Athayde. Entre 2002 e 2003, interpretou Candoca na nova versão do Sítio do Picapau Amarelo, seu segundo trabalho direcionado ao público infantil. Em 2002, esteve novamente no cinema no filme Xuxa e os Duendes 2: No Caminho das Fadas, mais uma produção do universo cinematográfico de Xuxa, onde deu vida à fada trapalhona Milly.

### 2003–14:A Diaristae volta aoZorra Total
Em 2003, escreveu, em parceria com Andréa Veiga, o livro Mãe na Linha. A inspiração para o livro surgiu a partir de um diário que Andréa recebeu como presente e que ela compartilhou com Claudia, presenteando-a com uma cópia. A partir desse momento, ambas decidiram colocar em palavras os medos, anseios, dúvidas e alegrias da maternidade. Juntas, deram vida às experiências maternas nas páginas do livro. Em outubro de 2003, fez sua primeira e única aparição em telenovelas, em Kubanacan, de Carlos Lombardi, onde interpretou Milagros. No mesmo ano, passa a atuar no espetáculo Esse Alguém Maravilhoso que Eu Amei, o qual ficou em cartaz até 2008.[carece de fontes?]

"No Zorra Total eu fazia humor rasgado. Em A Diarista eu faço dramaturgia com humor, o que é bem diferente. Minha personagem aqui não é tão caricata. Ela é muito mais próxima da vida real."

— Claudia Rodrigues sobre a semelhança da personagem central com a vida real.
No ano de 2003, a TV Globo solicitou a Gloria Perez a criação de um especial de final de ano, no qual ela escolheu como tema as diaristas, uma profissão que estava ganhando popularidade no Brasil naquela época. Foi ao ar então, em 21 de dezembro de 2003, o especial A Diarista, protagonizado por Claudia Rodrigues. O especial recebeu uma excelente resposta do público e alcançou uma audiência significativa, o que levou à sua aprovação como um programa regular na grade de programação do ano seguinte. Em abril de 2004, estreou a primeira temporada de A Diarista. Na série, interpreta a protagonista Marinete. Em A Diarista, a atriz ousou ao explorar um estilo de humor bastante distinto daquele ao qual estava acostumada. Ao criar sua personagem, Marinete, baseou-se em uma ampla pesquisa realizada pela produção do programa, que incluiu entrevistas com dezenas de diaristas reais, além de sua própria empregada, para trazer autenticidade ao papel. No mesmo seriado, de 2004 a 2005, também interpretou, em alguns episódios, o papel da ricaça Maria Elizabeth, papel oposto de sua protagonista. A série manteve-se no ar até julho de 2007, chegando ao fim por conta de problemas de Claudia relacionados à esclerose múltipla.
Em julho de 2004, fez sucesso dublando a personagem Maggie na animação Nem Que a Vaca Tussa, onde dividiu cenas com Fernanda Montenegro e Isabela Garcia. Em 2008, após o fim de A Diarista, entrou para o elenco do programa Casseta & Planeta, Urgente!, onde interpretou vários personagens, para substituir a atriz Maria Paula na 17.ª temporada do humorístico, durante a gestação e licença maternidade da mesma. Após nove meses fazendo parte do elenco do programa semanal, Claudia registrou sua última participação na atração interpretando Capitu, que foi ao ar em 16 de dezembro de 2008. Ainda em 2008 a atriz propôs uma nova temporada de A Diarista, na qual as demais personagens seriam removidas e a trama transferida para São Paulo, o projeto foi aprovado pela Globo em 2009 e começou a ser filmado em 2010, porém a atriz foi afetada pela sua doença e foi afastada das gravações. Posteriormente a série foi cancelada definitivamente, e seus episódios engavetados.
Em 2009, voltou ao elenco do Zorra Total, onde reprisou suas personagens de sucesso Ofélia e Sirene. Durante sua passagem pelo programa, a atriz passou por diversos problemas de saúde ocasionados por sua condição clínica de esclerose múltipla, o que provocou diversas saídas e retornos às gravações. Em abril de 2012, voltou aos estúdios após um afastamento, onde gravou como Ofélia, dessa vez sem seu marido Fernandinho (Lúcio Mauro), em um dos vagões do "Metrô Zorra Brasil". Sua última aparição no programa ocorreu em 2014. Em maio de 2013, Claudia voltou a interpretar uma faxineira, dessa vez no teatro com a peça Muito Viva.

### 2015–presente: Afastamento, agravamento da doença e trabalhos recentes
Em abril de 2015, foi mandada embora da Globo sem justificativa. Em 2017 entrou com um processo de demissão descriminatória contra a Rede Globo. Em setembro de 2018, a atriz venceu a ação judicial contra a Globo e foi reintegrada após três anos. Em agosto de 2019, volta aos palcos a convite da sua então empresária Adriane Bonato com o espetáculo Claudia Rodrigues e Convidados, apresentando durante o 3.° Brazilian Comedy Club, em Curitiba.
Depois de quase um ano, volta aos palcos, mas dessa vez, virtualmente, por conta da crise global do COVID-19. A atriz reativou o seu canal na plataforma YouTube, onde fez a sua live documentário, sob direção do cineasta brasileiro Marcelo Calone um tributo aos seus cinquenta anos de vida, trinta de carreira e vinte de luta contra a esclerose múltipla. Em março de 2022, o Grupo CALONE®, responsável pela comunicação desde 2017, se torna o agenciador oficial de Claudia Rodrigues, após a atriz se apaixonar pela empresária Adriane Bonato. A parceria das duas chegou ao fim depois de dez anos.

## Vida pessoal
Em 1991 seu irmão Márcio cometeu suicídio com um tiro na cabeça, aos 25 anos, por uma desilusão amorosa. O pai de Claudia Rodrigues, o químico português José Augusto Rodrigues, morreu de câncer no pulmão três anos depois.  Claudia teve um relacionamento de 2000 a 2004 com Brent Hieatt, pai[carece de fontes?] de sua única filha Iza Rodrigues Hieatt.
Em 7 de junho de 2022, Claudia revelou seu amor por sua ex-empresária Adriane Bonato, a quem pediu em casamento.

### Esclerose múltipla
Em 2000 Claudia Rodrigues foi diagnosticada com esclerose múltipla, uma doença neurodegenerativa. Não aceitou o diagnóstico, e só em julho de 2006 revelou que era portadora da doença. Em 2007 a atriz foi afastada das gravações da série A Diarista da Rede Globo e iniciou tratamento. Em 2014 mesmo com a doença controlada, teve um surto da doença, provocado pela demissão, que deixou sequelas comprometendo sua locomoção, visão e fala. Em 2015 a atriz faz um transplante de células-tronco. Em maio de 2016, cinco meses após o transplante, Claudia se mostrou otimista com sua melhora e contou que foi liberada pelo médico para voltar a atuar em dezembro. Em agosto de 2017 participou do programa Superpop da RedeTV!, revelando que a sua saúde havia melhorado. Em 2019 estreou a peça Claudia Rodrigues e Convidados.

## Filmografia

### Televisão
| Ano     | Título                          | Emissora  | Personagem                                  | Notas                         |
| ------- | ------------------------------- | --------- | ------------------------------------------- | ----------------------------- |
| 1996    | Prêmio Multishow de Humor       | Multishow | Participante                                | Temporada 1                   |
| 1996–98 | Caça Talentos                   | TV Globo  | Karina                                      |                               |
| 1998    | Mulher                          | TV Globo  | Camila                                      | Episódio: "Olhos Maternos"    |
| 1999    | Você Decide                     | TV Globo  | Cíntia                                      | Episódio: "Fidelidade"        |
| 1999–03 | Zorra Total                     | TV Globo  | Ofélia / Thalia / Mary / Sirene             |                               |
| 2000–02 | Sai de Baixo                    | TV Globo  | Sirene                                      | Temporadas 5–7                |
| 2001    | Escolinha do Professor Raimundo | TV Globo  | Thalia / Sirene                             |                               |
| 2002–03 | Sitio do Picapau Amarelo        | TV Globo  | Candoca                                     | Temporadas 2–3                |
| 2003    | Kubanacan                       | TV Globo  | Milagro                                     | Capítulos: "21–22 de outubro" |
| 2004–07 | A Diarista                      | TV Globo  | Marinete Pereira dos Santos da Silva (Nete) |                               |
| 2004–07 | A Diarista                      | TV Globo  | Maria Elizabeth Bittencourt                 |                               |
| 2008    | Casseta & Planeta, Urgente!     | TV Globo  | Vários personagens                          |                               |
| 2009–14 | Zorra Total                     | TV Globo  | Ofélia / Sirene / Talia                     | [ 40 ]                        |

### Cinema
| Ano  | Título                                         | Personagem   | Notas          | Direção                                          |
| ---- | ---------------------------------------------- | ------------ | -------------- | ------------------------------------------------ |
| 1998 | Bagatá                                         | Lídia        | Curta-metragem |                                                  |
| 2000 | Xuxa Popstar                                   | Mari         |                | Paulo Sérgio Almeida, Tizuka Yamasaki            |
| 2002 | Xuxa e os Duendes 2 - No caminho das Fadas     | Fada Milly   |                | Paulo Sérgio Almeida, Rogério Gomes, Márcio Vito |
| 2004 | Nem Que a Vaca Tussa                           | Maggie (voz) | Dublagem       | Will Finn, John Sanford                          |
| 2010 | Além da Luz                                    |              |                |                                                  |
| 2012 | Guerrilheira Conjugal                          |              | Curta-metragem |                                                  |
| 2016 | O Crime da Cabra                               |              | Curta-metragem |                                                  |
| 2019 | O Diário de Lidwina                            | Ela mesma    | Documentário   | Daniel Moreno, Leonardo Gâmbera                  |
| 2020 | O Diário de Claudia Rodrigues - Tributo a Vida | Ela mesma    | Documentário   | Marcelo Calone                                   |

## Teatro
| Ano     | Título                              | Personagem   | Notas                    |
| ------- | ----------------------------------- | ------------ | ------------------------ |
| 1990    | O Menino Repolho                    |              |                          |
| 1995    | A Menina e o Vento                  | Tia Adalgisa |                          |
| 1999    | Sobe o Pano                         |              |                          |
| 2000    | Os Monólogos da Vagina              |              |                          |
| 2003–08 | Esse Alguém Maravilhoso que Eu Amei |              |                          |
| 2013    | Muito Viva                          | Litinha      |                          |
| 2019    | Claudia Rodrigues e Convidados      | Ela mesma    | 3° Brazilian Comedy Club |

## Literatura
- Em 2003, publicou pela Editora Globo o livro Mãe na Linha, o qual foi escrito por Claudia Rodrigues e Andréa Veiga e aborda temas como os medos, anseios, dúvidas e alegrias da maternidade.[12]

## Prêmios e indicações
| Ano  | Prêmio                         | Categoria                   | Nomeações                       | Resultado |
| ---- | ------------------------------ | --------------------------- | ------------------------------- | --------- |
| 1996 | Prêmio Multishow de Humor      | Prêmio Multishow de Humor   | Prêmio Multishow de Humor       | Venceu    |
| 1998 | Prêmio João Caetano            | Profissional do Humor       | Caça Talentos                   | Venceu    |
| 1999 | Prêmio Master                  | Melhor Comediante de TV     | Caça Talentos                   | Venceu    |
| 1999 | Melhores do Ano                | Melhor Humorista            | Escolinha do Professor Raimundo | Venceu    |
| 2001 | Prêmio Qualidade Brasil - SP   | Melhor Atriz de Humorístico | Escolinha do Professor Raimundo | Venceu    |
| 2001 | Prêmio Qualidade Brasil - RJ   | Melhor Atriz de Humorístico | Escolinha do Professor Raimundo | Venceu    |
| 2001 | Prêmio Qualidade Brasil - RJ   | Melhor Atriz de Sitcom      | Sai de Baixo                    | Indicado  |
| 2001 | Melhores do Ano                | Melhor Humorista Feminina   | Sai de Baixo                    | Venceu    |
| 2003 | Prêmio Austregésilo de Athayde | Melhor Comediante Feminina  | Zorra Total                     | Venceu    |
| 2003 | Prêmio Conta Mais              | Humor                       | Zorra Total                     | Venceu    |
| 2003 | Prêmio Contigo! de TV          | Melhor Atriz Cômica         | Sítio do Picapau Amarelo        | Indicada  |
| 2004 | Melhores do Ano                | Melhor Comediante           | A Diarista                      | Venceu    |
| 2004 | Troféu Leão de Ouro            | Melhor Comediante Feminina  | A Diarista                      | Indicada  |
| 2004 | Troféu APCA                    | Melhor Comediante           | A Diarista                      | Venceu    |
| 2004 | Prêmio Extra de Televisão      | Melhor Comediante           | A Diarista                      | Venceu    |
| 2005 | Prêmio Arte Qualidade Brasil   | Melhor Atriz de Humorístico | A Diarista                      | Indicada  |
| 2005 | Troféu Leão de Ouro            | Melhor Comediante Feminina  | A Diarista                      | Venceu    |
| 2006 | Prêmio Qualidade Brasil        | Melhor Atriz de Humorístico | A Diarista                      | Venceu    |
| 2014 | Prêmio Malu Super Mulher       | Superação                   | Homenagem                       | Venceu    |
| 2019 | Prêmio Bússulo Comunicação     | Categoria Especial          | Homenagem                       | Venceu    |